# Opuntia decumbens
Opuntia decumbens ist eine Pflanzenart in der Gattung der Opuntien (Opuntia) aus der Familie der Kakteengewächse (Cactaceae). Das Artepitheton decumbens stammt aus dem Lateinischen, bedeutet ‚niederliegend‘ und verweist auf Wuchsform der Art.

## Beschreibung
Opuntia decumbens wächst strauchig mit über den Boden kriechenden Zweigen deren Spitzen aufgerichtet sind und erreicht Wuchshöhen von 20 bis 50 Zentimeter. Die grünen, purpur überhauchten, weich flaumigen, verkehrt eiförmigen, elliptischen oder breit eiförmigen Triebabschnitte sind 7 bis 18 Zentimeter lang und 5 bis 10 Zentimeter breit. Die reichlich vorhandenen Glochiden sind gelb und 2 bis 5 Millimeter lang. Die ein bis drei, manchmal fehlenden, Dornen sind nadelig, abstehend, steif und gelb bis grau. Sie sind 0,5 bis 7 Zentimeter lang.
Die gelben, rötlich überhauchten Blüten erreichen eine Länge von 4,5 bis 5 Zentimeter. Die rötlich purpurfarbenen, flaumigen Früchte sind birnenförmig. Sie sind 2,5 bis 4 Zentimeter lang und weisen Durchmesser von 1,8 bis 3 Zentimeter auf.

## Verbreitung, Systematik und Gefährdung
Opuntia decumbens ist im Westen, Süden und Südosten Mexiko sowie in Guatemala, Honduras, Nicaragua und Costa Rica verbreitet.
Die Erstbeschreibung erfolgte 1834 von Joseph zu Salm-Reifferscheidt-Dyck.
In der Roten Liste gefährdeter Arten der IUCN wird die Art als „Least Concern (LC)“, d. h. als nicht gefährdet geführt. Die Entwicklung der Populationen wird als stabil angesehen.

## Nachweise